# Finland op het Eurovisiesongfestival 2020
Finland zou deelnemen aan het Eurovisiesongfestival 2020 in Rotterdam, Nederland. Het zou de 54ste deelname van het land aan het Eurovisiesongfestival geweest zijn. Yle was verantwoordelijk voor de Finse bijdrage voor de editie van 2020.

## Selectieprocedure
Amper een maand na het einde van het Eurovisiesongfestival 2019 maakte de Finse openbare omroep de selectieprocedure voor het aankomende festival bekend. De Finnen kozen in 2020 hun inzending weer via een open inschrijving. Voor de editie van 2018 werd er ook een open inschrijving georganiseerd, maar de omroep vond de kwaliteit te laag en koos ervoor om Saara Aalto aan te wijzen die eerder tweede was geworden in de Britse X Factor. In Lissabon eindigde ze als een na laatste in de finale. In 2019 wilde de omroep op dezelfde voet verder gaan met één kandidaat, maar de een na de ander wees het aanbod af van de Finse omroep. Uiteindelijk hapte DJ Darude wel toe, maar een succes werd dat niet. Look away, waarbij de zang werd verzorgd door Sebastian Rejman, eindigde als laatste in de eerste halve finale.
Geïnteresseerden konden zich van 1 tot en met 7 november 2019 inschrijven voor Uuden Musiikin Kilpailu 2020. Op 21 januari 2020 maakte de omroep de lijst met kandidaten bekend die mochten deelnemen aan de nationale finale op 7 maart. Uiteindelijk trok zanger Aksel Kankaanranta aan het langste eind.

## Uuden Musiikin Kilpailu 2020
| Plaats | Artiest            | Lied               | Jury | Publiek | Totaal |
| ------ | ------------------ | ------------------ | ---- | ------- | ------ |
| 1      | Aksel Kankaanranta | Looking back       | 76   | 94      | 170    |
| 2      | Erika Vikman       | Cicciolina         | 58   | 99      | 157    |
| 3      | Tika               | Let my heart break | 50   | 77      | 127    |
| 4      | F3M                | Bananas            | 64   | 20      | 84     |
| 5      | Catharina Zühlke   | Eternity           | 42   | 24      | 66     |
| 6      | Sansa              | Lover view         | 30   | 6       | 36     |

## In Rotterdam
In Rotterdam zou Finland aantreden tijdens de tweede halve finale, op donderdag 14 mei 2020. Het Eurovisiesongfestival 2020 werd evenwel geannuleerd vanwege de COVID-19-pandemie.